# Ротор (математика)
Ротор векторског поља дефинише се као:{\displaystyle rot({\overrightarrow {v}})=\nabla \times {\overrightarrow {v}}={\begin{vmatrix}{\overrightarrow {i}}&{\overrightarrow {j}}&{\overrightarrow {k}}\\{\frac {\partial }{\partial x}}&{\frac {\partial }{\partial y}}&{\frac {\partial }{\partial z}}\\v_{x}&v_{y}&v_{z}\end{vmatrix}}}, где је {\displaystyle {\overrightarrow {v}}(x,y,z)={\begin{pmatrix}v_{x}(x,y,z)\\v_{y}(x,y,z)\\v_{z}(x,y,z)\end{pmatrix}}}- вектор чије су компоненте функције Декартових координата.

## Доказ
Како се ротор векторског поља увек рачуна за вртложна поља, тј. поља са вртлогом бар у једној тачки, то нас занима гранични процес за малу контуру правоугаоног облика у {\displaystyle xOy} равних ивица {\displaystyle \Delta x} и {\displaystyle \Delta y} као на слици, како би добили z-компоненту ротора векторског поља у датој тачки
{\displaystyle rot({\overrightarrow {v}})_{z}=\lim _{\Delta S\to 0}{\frac {\oint {\overrightarrow {v}}{\overrightarrow {dr}}}{\Delta S}}}, где је {\displaystyle \oint {\overrightarrow {v}}{\overrightarrow {dr}}}- циркулација векторског поља по контури површине {\displaystyle \Delta S=\Delta x\Delta y}, {\displaystyle \lim _{\Delta x\Delta y\to 0}{\frac {-v_{x}(x,y,z)\Delta x+v_{x}(x,y+\Delta y,z)\Delta x+v_{y}(x,y,z)\Delta y-v_{y}(x+\Delta x,y,z)\Delta y}{\Delta x\Delta y}}}=
{\displaystyle \lim _{\Delta x\Delta y\to 0}{\frac {-{\frac {\partial v_{x}(x,y,z)}{\partial y}}\Delta x\Delta y+{\frac {\partial v_{y}(x,y,z)}{\partial x}}\Delta x\Delta y}{\Delta x\Delta y}}=-{\frac {\partial v_{x}(x,y,z)}{\partial y}}+{\frac {\partial v_{y}(x,y,z)}{\partial x}}}, добили смо {\displaystyle z}
компоненту ротора векторског поља {\displaystyle rot({\overrightarrow {v}})_{z}}. Поступак се понавља за контуру у xOz равни или за {\displaystyle rot({\overrightarrow {v}})_{y}}, односно контуру yOz или за {\displaystyle rot({\overrightarrow {v}})_{x}}, те се добија почетно тврђење.

## Ротор угенералисаним координатама
При одређеним симетријама проблема, на пример, цилиндричним или сферним, једноставније је посматрати ротор у генералисаним координатама. {\displaystyle \nabla \times {\overrightarrow {v}}={\frac {1}{h_{1}h_{2}h_{3}}}{\begin{vmatrix}h_{1}{\overrightarrow {e}}_{1}&h_{2}{\overrightarrow {e}}_{2}&h_{3}{\overrightarrow {e}}_{3}\\{\frac {\partial }{\partial q_{1}}}&{\frac {\partial }{\partial q_{2}}}&{\frac {\partial }{\partial q_{3}}}\\h_{1}v_{1}&h_{2}v_{2}&h_{3}v_{3}\end{vmatrix}}}

### Доказ
.{\displaystyle rot({\overrightarrow {v}})=rot({\overrightarrow {v}})_{1}\cdot {\overrightarrow {e}}_{1}+rot({\overrightarrow {v}})_{2}\cdot {\overrightarrow {e}}_{2}+rot({\overrightarrow {v}})_{3}\cdot {\overrightarrow {e}}_{3}} , где  су {\displaystyle rot({\overrightarrow {v}})_{i}=rot({\overrightarrow {v}})\cdot {\overrightarrow {e}}_{i}}{\displaystyle ,i=1,2,3}-компоненте ротора дуж генералисаних ортова {\displaystyle {\overrightarrow {e}}_{i}={\frac {1}{h_{i}}}{\partial {\overrightarrow {r}} \over dq_{i}}}, {\displaystyle h_{i}={\sqrt {{\partial {\overrightarrow {r}} \over dq_{i}}\cdot {\partial {\overrightarrow {r}} \over dq_{i}}}}}, па се компонента  {\displaystyle rot({\overrightarrow {v}})_{1}}рачуна као  {\displaystyle rot({\overrightarrow {v}})_{3}=\lim _{\Delta S\to 0}{\frac {\oint {\overrightarrow {v}}{\overrightarrow {dr}}}{\Delta S}}} ,{\displaystyle {\overrightarrow {\Delta S}}={\partial {\overrightarrow {r}} \over dq_{1}}\times {\partial {\overrightarrow {r}} \over dq_{2}}\Delta q_{1}\Delta q_{2}=h_{1}h_{2}{\overrightarrow {e}}_{q_{1}}\times {\overrightarrow {e}}_{q_{2}}\Delta q_{1}\Delta q_{2}}, стим да су Ламеови коефициенти {\displaystyle h_{1}}и {\displaystyle h_{2}} функције генералисаних координата.
{\displaystyle \lim _{\Delta S\to 0}{\frac {\oint {\overrightarrow {v}}{\overrightarrow {dr}}}{\Delta S}}=\lim _{\Delta S\to 0}{\frac {-v_{1}(q_{1},q_{2},q_{3})h_{1}(q_{1},q_{2},q_{3})+v_{1}(q_{1},q_{2}+\Delta q_{2},q_{3})h_{1}(q_{1},q_{2}+\Delta q_{2},q_{3})+v_{2}(q_{1},q_{2},q_{3})h_{2}(q_{1},q_{2},q_{3})-v_{2}(q_{1},q_{2}+\Delta q_{1},q_{3})h_{2}(q_{1},q_{2}+\Delta q_{1},q_{3})}{h_{1}h_{2}\Delta q_{1}\Delta q_{2}}}}
{\displaystyle \lim _{\Delta q_{1}\Delta q_{2}\to 0}{\frac {-{\frac {\partial {\Bigl (}h_{1}v_{1}(q_{1},q_{2},q_{3}){\Bigr )}}{\partial q_{2}}}\Delta q_{1}\Delta q_{2}+{\frac {\partial {\Bigl (}h_{2}v_{2}(q_{1},q_{2},q_{3}){\Bigr )}}{\partial q_{1}}}\Delta q_{1}\Delta q_{2}}{h_{1}h_{2}\Delta q_{1}\Delta q_{2}}}=-{\frac {\partial {\Bigl (}h_{1}v_{1}(q_{1},q_{2},q_{3}){\Bigr )}}{h_{1}h_{2}\partial q_{2}}}+{\frac {\partial {\Bigl (}h_{2}v_{2}(q_{1},q_{2},q_{3}){\Bigr )}}{h_{1}h_{2}\partial q_{1}}}}добили смо компоненту ротора {\displaystyle rot({\overrightarrow {v}})\cdot {\overrightarrow {e}}_{q_{3}}=-{\frac {\partial {\Bigl (}h_{1}v_{1}(q_{1},q_{2},q_{3}){\Bigr )}}{h_{1}h_{2}\partial q_{2}}}+{\frac {\partial {\Bigl (}h_{2}v_{2}(q_{1},q_{2},q_{3}){\Bigr )}}{h_{1}h_{2}\partial q_{1}}}}па цикличном пермуацијом координата добијамо остале компоненте, што се концизно изражава као:
{\displaystyle \nabla \times {\overrightarrow {v}}={\frac {1}{h_{1}h_{2}h_{3}}}{\begin{vmatrix}h_{1}{\overrightarrow {e}}_{1}&h_{2}{\overrightarrow {e}}_{2}&h_{3}{\overrightarrow {e}}_{3}\\{\frac {\partial }{\partial q_{1}}}&{\frac {\partial }{\partial q_{2}}}&{\frac {\partial }{\partial q_{3}}}\\h_{1}v_{1}&h_{2}v_{2}&h_{3}v_{3}\end{vmatrix}}}

### Магнетно поље око бесконачног праволинјског проводника са континуалном расподелом тока електрицитета
Ово поље задовољава цилиндричну симетрију јер се особине система не мњају ротацијом око осе проводника за произвољни угао, те магнетно поље,- В не зависи од азимуталног угла -φ и описује се диференцијалном једначином: :{\displaystyle rot({\overrightarrow {B}})=\mu _{0}{\overrightarrow {j}}}, где је -  а ј- густина електричне струје, μ0 - магнетна пропустљивост вакуума. Услед цилиндричне симетрије, горња једначина постаје:{\displaystyle \mu _{0}{\overrightarrow {j}}={\frac {1}{1\cdot \rho \cdot 1}}{\begin{vmatrix}1\cdot {\overrightarrow {e}}_{\rho }&\rho {\overrightarrow {e}}_{\phi }&1\cdot {\overrightarrow {k}}\\{\frac {\partial }{\partial \rho }}&{\frac {\partial }{\partial \phi }}&{\frac {\partial }{\partial z}}\\1\cdot B_{\rho }&\rho B_{\phi }&1\cdot B_{z}\end{vmatrix}}}=> {\displaystyle \mu _{0}j={\partial {\Bigl (}\rho B_{\phi }{\Bigr )} \over \rho \partial \rho }}, 

### Појам векторског магнетног потенцијала
Из Био Саваровог закона у интегралном облику:{\displaystyle {\overrightarrow {B}}={\frac {\mu _{0}}{4\pi }}\oint \limits _{C}\displaystyle {Id{\overrightarrow {l}}\times {\overrightarrow {R}} \over R^{3}}}, где је I- јачина електричне струје кроз проводну контуру С, {\displaystyle d{\overrightarrow {l}}}-инфинитезимална промена вектора положаја по контури С,{\displaystyle {\overrightarrow {R}}={\overrightarrow {r}}-{\overrightarrow {l}}}, {\displaystyle {\overrightarrow {r}}}- вектор положаја тачке у којој се посматра магнетно поље струјне контуре С, {\displaystyle {\overrightarrow {l}}}- вектор положаја који шета по контури.
Како је {\displaystyle {{\overrightarrow {R}} \over R^{3}}=-\nabla {\Bigl (}{\frac {1}{R}}{\Bigr )}} за {\displaystyle \nabla ={\partial  \over \partial x}{\overrightarrow {i}}+{\partial  \over \partial y}{\overrightarrow {j}}+{\partial  \over \partial z}{\overrightarrow {k}}}и {\displaystyle d{\overrightarrow {l}}\times -\nabla {\Bigl (}{\frac {1}{R}}{\Bigr )}=\nabla {\Bigl (}{\frac {1}{R}}{\Bigr )}\times d{\overrightarrow {l}}}то магнетно поље можемо изразити као {\displaystyle {\overrightarrow {B}}=rot{\overrightarrow {A}}}, где је {\displaystyle {\overrightarrow {A}}={\frac {\mu _{0}}{4\pi }}\oint \limits _{C}\displaystyle {Id{\overrightarrow {l}} \over R}}
одавде следи да је Магнетно поље вртложно јер је његова дивргенција једнака 0,{\displaystyle div(rot{\overrightarrow {A}})=0}

#### Доказ
{\displaystyle div(rot{\overrightarrow {A}})=[\nabla ,\nabla ,{\overrightarrow {A}}]=\nabla \cdot \nabla \times {\overrightarrow {A}}=-\nabla \times \nabla \cdot {\overrightarrow {A}}}, али како је {\displaystyle \nabla \times \nabla =0}, јер је векторски производ колинеарних вектора увек 0 следи почетно тврђење.